# Рохау
Рохау (њем. Rochau) општина је у њемачкој савезној држави Саксонија-Анхалт. Једно је од 26 општинских средишта округа Штендал. Према процјени из 2010. у општини је живјело 684 становника. Посједује регионалну шифру (AGS) 15090435.

## Географски и демографски подаци
Рохау се налази у савезној држави Саксонија-Анхалт у округу Штендал. Општина се налази на надморској висини од 38 метара. Површина општине износи 20,1 km². У самом мјесту је, према процјени из 2010. године, живјело 684 становника. Просјечна густина становништва износи 34 становника/km².